# Robert Grzanka (siatkarz)
Robert Grzanka (ur. 1974) – polski siatkarz, grający na pozycji środkowego. Srebrny medalista mistrzostw Polski w 1994 z drużyną Stali Hochland Nysa. W latach 1995–97 grał w zespole Czarnych Radom w rozgrywkach Ekstraklasy. W radomskim klubie występował również w sezonie 2002/03 w I lidze Serii B. Przez kolejny rok był graczem I-ligowego Jadaru RTS Radom, po czym zakończył karierę zawodniczą.
Później zajął się pracami szkoleniowymi. Trenował grupy młodzieżowe, a w styczniu 2006 został asystentem szkoleniowca Jadaru, Grzegorza Wagnera. Następnie do 2008 był statystykiem i jednocześnie drugim trenerem tego klubu, występującego od 2006 w Polskiej Lidze Siatkówki.
Dyrektor klubu sportowego Jadar Radom.
Od roku 2014 komisarz zawodu Plusligi.
Dyrektor i jeden z założycieli klubu sportowego E-Leclerc Radomka Radom który od 2018 roku rozpoczął grę w ekstraklasie.
Działacz sportowy i biznesmen.